# رونار هاوغ
رونار هاوغ (بالنرويجية البوكمول: Runar Hauge)‏ هو لاعب كرة قدم نرويجي في مركز الهجوم، ولد في 1 سبتمبر 2001 في بودو (بلدية) في النرويج. لعب مع نادي بودو/غليمت.

## وصلات خارجية
- رونار هاوغ على موقع اتحاد النرويج (النرويجية)
- رونار هاوغ على موقع قاعدة بيانات كرة القدم.إي يو (الإنجليزية)
- رونار هاوغ على موقع Soccerway.com (الإنجليزية)